# Batu Cawang
Batu Cawang is een bestuurslaag in het regentschap Empat Lawang van de provincie Zuid-Sumatra, Indonesië. Batu Cawang telt 556 inwoners (volkstelling 2010).